# Armadillidium stygium
Armadillidium stygium is een pissebeddensoort uit de familie van de Armadillidiidae. De wetenschappelijke naam van de soort is voor het eerst geldig gepubliceerd in 1917 door Verhoeff.